# Гречаний Олександр Васильович
Олекса́ндр Васи́льович Греча́ний (нар. 29 квітня 1975, Тернівка Дніпропетровська область, Українська РСР — пом. 29 серпня 2014, поблизу с. Осикове або Новокатеринівка Старобешівський район, Донецька область) — український військовослужбовець 1-го батальйону 93-ї окремої механізованої бригади, учасник російсько-української війни.
Зник безвісти 29 серпня 2014 року під Іловайськом під час прориву з оточення.

## Життєпис
Олександр Гречаний народився 1975 року у місті Тернівка на Дніпропетровщині.
Служив у званні солдата сапером у групі інженерного забезпечення 1-го батальйону 93-ї окремої механізованої бригади (Черкаське).

## Обставини загибелі
Зник безвісти 29 серпня 2014 року під час виходу з Іловайського котла, йдучи з українськими військовослужбовцями так званим «зеленим коридором». Потрапив під обстріл на перехресті доріг з с. Побєда до с. Новокатеринівка поруч зі ставком. Загинув разом з значною частиною бійців 93-ї окремої механізованої бригади, які доки що не опізнані (не ідентифіковані).
Похований як тимчасово невстановлений боєць на Краснопільському цвинтарі Дніпропетровська, ділянка № 79, поховання № 1868. Ідентифікований за експертизою ДНК.

## Родина
Олександр Гречаний був одружений.

## Нагороди і вшанування
- Орден За мужність III ступеня (посмертно) — Указом Президента України № 104/2017 від 10 квітня 2017 року, «за особисту мужність, виявлені у захисті державного суверенітету та територіальної цілісності України, самовіддане виконання військового обов'язку»[2].

Вручення ордену на зберігання рідних здійснив представник Павлоградського об'єднаного міського військового комісаріату О. М. Чуприна на засіданні 23-ї сесії Тернівської міської ради 23 червня 2017 року.
- Його портрет розміщений на меморіалі «Стіна пам'яті полеглих за Україну» у Києві: секція 3, ряд 6, місце 29
- Вшановується 29 серпня на щоденному ранковому церемоніалі вшанування українських захисників, які загинули цього дня у різні роки внаслідок російської збройної агресії[3]